# بودجو ريناتيكو
بودجو ريناتيكو (بالإيطالية: Poggio Renatico)‏ هي بلدية في مقاطعة فيرارا في إقليم إميليا رومانيا الإيطالي.

## السكان
في سنة 1861 بلغ عدد السكان 4٬844 نسمة، وتطور العدد ليصل في سنة 2011 لـ 9٬674 نسمة.
يظهر هذا المخطط البياني تطور النمو السكاني لـ بودجو ريناتيكو